# Білоки
Біло́ки (іноді Білаки) — село в Україні, у Самбірському районі Львівської області. Населення становить 0 осіб. Орган місцевого самоврядування — Самбірська міська рада.

## Історія
Село заснували у 1350 році. Одне з найстаріших сіл району. Через повені Дністра (село знаходилося на березі Дністра) жителі поступово покинуло село. Чимало селян мали призвіще Білак.
У 2013 році померла остання жителька села.